# Virginia de Castro e Almeida
Virginia de Castro e Almeida, (24 de noviembre de 1874 - 22 de enero de 1945), de soltera Virgínia Folque de Castro e Almeida Pimentel Sequiera e Abreu, fue una escritora portuguesa. Es reconocida por ser pionera en la literatura infantil portuguesa, traductora de importantes textos culturales, y directora de cine. Fundadora de su propia compañía cinematográfica, Fortuna Films.

## Biografía
De Castro e Almeida se interesó por la escritura desde los 8 años. Comenzó escribiendo cuentos dramáticos, para dedicarse más adelante a escribir libros para niños. Virginia e Castro de Almeida murió el 22 de enero de 1945 en Lisboa, Portugal.

## Trayectoria

### Literatura
En 1894, comenzó a publicar sus obras bajo el seudónimo de Gy. Su primera publicación con este nombre se tituló “Fada Tendora” (“El hada tentadora”), y es considera una obra fundamental en la literatura infantil portuguesa. En 1907, "Livarario Clássica Editoria" publicó una colección de varias de sus obras con el título "Biblioteca para meus Filhos" ("Biblioteca para mis hijos"). De Castro e Almeida, preocupada por la educación de la mujer, publicó “Como Devo Governar a Minha Casa” (“Cómo llevar mi casa”) en 1906, y “Como Devemos Criar e Educar os Nossos Filhos” (“Cómo administrar la educación de mis hijos”) en 1908. Interesada en enseñar ciencia a los niños publicó varios libros con ese objetivo a partir de 1907, como: “Céu Aberto” (“Cielos abiertos”) (1907), “Em Pleno Azul” (“Full Blue”) (1907), “ Pela Terra e pelo Ar” (“Por la tierra y el aire”) (1911), y “As Lições de André” (“Lecciones con André”) (1913).
En 1918, Virginia se trasladó a Francia y posteriormente a Suiza. Contribuyó a la promoción y difusión de la literatura portuguesa a través de la traducción de las obras de importantes figuras históricas y literarias como João de Barros,  García de Resende y Camões. Otras obras traducidas también incluyen temas históricos relacionados con los colonos portugueses, como Enrique el Navegante, Marco Aurelio, Cervantes, Charles Dickens, George Sand y muchos más a finales de la década de los 30 y principios de los 40. También en esa época, de Almeida se dio cuenta de la ventaja de utilizar conceptos científicos en los libros para niños y, en un esfuerzo por fomentar el amor por la historia, escribió una serie de libros que incluyen títulos como "História de Dona Redonda e da sua Gente". (“Historia de Doña Redonda y su Pueblo”) en 1942 y “De Aventuras de Doña Redonda” (“Las Aventuras de Doña Redonda”) en 1943.

### Política
De Almeida trabajó en la Sociedad de Naciones bajo el gobierno portugués en Ginebra. También escribió libros sobre los valores históricos y políticos del Nuevo Estado de Portugal que emergía mientras trabajaba en la Secretaría de Propaganda Nacional.

### Cine
Durante su estancia en Francia, en 1920, Virginia e Castro de Almeida, creó un premio que se otorgaría a la mejor película del año realizada en Francia con una dotación de 5 millones de francos. En 1922, la pasión por el cine llevó a De Almeida a fundar la productora Fortuna Películas. La sede de Fortuna Films estuvo domiciliada en la propia casa de Virgínia en París, en la calle Monmatre, mientras que en la calle de S. Bento, en Lisboa, situó la sede portuguesa. De Almeida contrató al prolífico director Roger León, con el que produjo sólo dos películas, A Serieia de Pedra y Olhos da Alma (1923). Cuando fundó su propia compañía lo justificó diciendo: "las películas portuguesas hasta ahora no son perfectas. A veces la acción se alarga, y aburre a las personas que están acostumbradas a disfrutar de la belleza y el arte, escuchando la música hecha específicamente para lo que  están contemplando".

#### A Sereia de Pedra
Sinopsis: Un herrero que vive en el pueblo de Tomar y que forma parte de una colonia portuguesa, es buen amigo de un torero llamado Antonio.

#### Olhos da Alma
Sinopsis: En el pueblo de Nazaré existen dos clases sociales: una es la más importante, la de Diogo de Sousa y su familia, que son los dueños de los barcos. La otra, son los pescadores de escasos recursos, que lanzan incansablemente sus barcos al mar bajo la responsabilidad de António Dias, un hombre curtido por el océano y respetado por sus compañeros pescadores. El despotismo de Diogo provoca una insurrección y enfrentamiento entre clases que le lleva a refugiarse en casa  su amigo Rodrigo de Meneses. Durante su estancia en casa de su amigo se enamora de su hija Isolda, a la que seduce y coacciona para que se case con él tras la muerte de su padre. Cuando se descubren estos hechos, Diogo debe huir una vez más.

##### Recepción y controversia
A Olhos da Alma se le atribuye el mérito de haber puesto en el mapa cinematográfico a la ciudad de Nazaré. En ella se denuncia la situación política de Portugal en aquella época y estuvo a punto de provocar una guerra civil al final de la Primera República de Portugal.
Olhos da Alma se proyectó en Portugal, Brasil y Francia, recibiendo muchas críticas dentro de su propio país. Esto afectó mucho a la relación entre Virginia de Castro e Almeida y Roger Lion quien hizo numerosos cambios en la película que ella desaprobó. La polémica suscitada por la película contribuyó a su pérdida de interés y a la quiebra de Fortuna Films, lo que marcó el final de la carrera cinematográfica de Virginia.

## Filmografía
| Año  | Título            | Productor                    | Director   | Compañía      |
| ---- | ----------------- | ---------------------------- | ---------- | ------------- |
| 1923 | A Sereia de Pedra | Virgínia de Castro y Almeida | Roger Lion | Fortuna Films |
| 1924 | Olhos da Alma     | Virgínia de Castro y Almeida | Roger Lion | Fortuna Films |

## Obras
| Año       | Título                                                                                                   | Título en español                                                                                         |
| --------- | --- | --- |
| 1894      | “Fada Tendora”                                                                                           | "El hada tentadora"                                                                                       |
| 1906      | “Como Devo Gobernar a Minha Casa“                                                                        | “Cómo administrar mi hogar”                                                                               |
| 1907      | “Biblioteca para mis Filhos”                                                                             | “Biblioteca para mis hijos”                                                                               |
| 1907      | “Céu Aberto”                                                                                             | "Cielos abiertos"                                                                                         |
| 1907      | “Em Pleno Azul”                                                                                          | “Azul completo”                                                                                           |
| 1908      | “Como Devemos Criar e Educar os Nossos Filhos”                                                           | “Cómo gestionar la educación de mis hijos”                                                                |
| 1911      | “Pela Terra y pelo Ar”                                                                                   | “Por la tierra y el aire”                                                                                 |
| 1913      | “Como Lições de André”                                                                                   | “Lecciones con André”                                                                                     |
| 1936-1938 | “Les Grands Navigateurs et Colons Portugais du XVe et du XVIe siècle – Antologie des Ecrits de l'Epoque” | "Los grandes navegantes y colonos portugueses de los siglos XV y XVI - Antología de escritos de la época" |
| 1940      | "Conquistas e Descobertas de Henrique o Navegador"                                                       | “Conquistas y descubrimientos de Enrique el Navegante”                                                    |
| 1940      | “Itinéraire Historique du Portugal”                                                                      | "Itinerario Histórico de Portugal"                                                                        |
| 1942      | “História de Dona Redonda e da sua Gente”                                                                | "La Historia de Doña Redonda y su Pueblo"                                                                 |
| 1943      | “de Aventuras de Dona Redonda”                                                                           | “Las aventuras de doña Redonda”                                                                           |